# Jean-Henri Robert Tascher de La Pagerie
 (mai 2020).
Pour les autres membres de la famille, voir Famille Tascher de La Pagerie.
Jean-Henri Robert Tascher de La Pagerie, dit l'Amour, né le 20 juin 1785 à Fort-Royal (Martinique), mort le 17 janvier 1816 à Paris, est un général français du Premier Empire.

## Biographie
Cousin germain de l’Impératrice Joséphine, il entre au service le 11 avril 1803 comme chasseur à cheval, et est attaché à l'état-major général de l'armée.
Chef d'escadron le 12 février 1807, il devient colonel et aide de camp au service du roi Joseph en 1808. Il s'attache dès lors à la fortune de ce prince et le suit à Naples puis en Espagne. Passé à l'armée d'Espagne, il se distingue les 10 et 11 novembre 1808, à la bataille d'Espinosa et au combat de Saint-Vincent. 

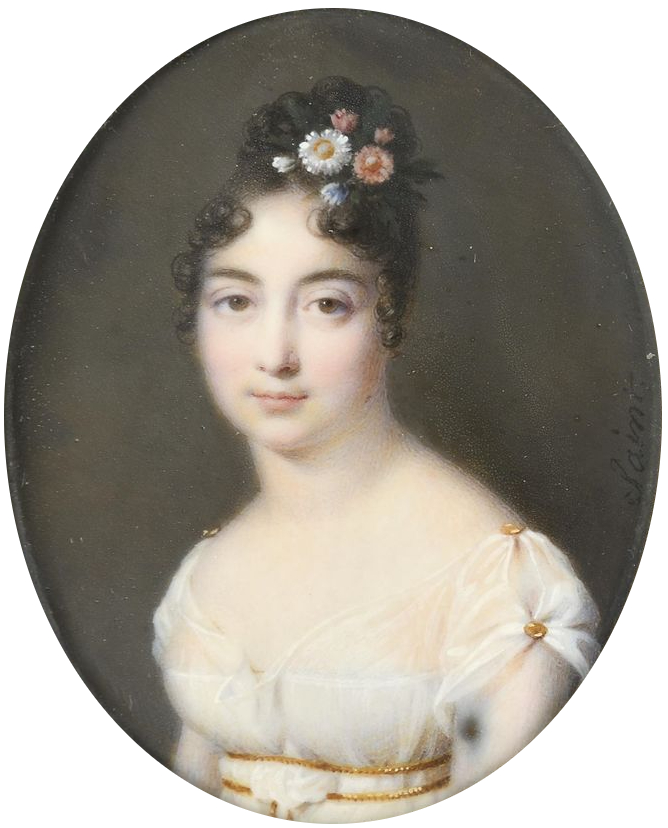
Portrait de Marcelle Tascher de la Pagerie, née Clary, miniature de Daniel Saint

Créé baron de l'Empire puis comte de l'Empire par lettres patentes en 1810, il a épousé à Paris le 15 juin 1811 Marcelle Clary (1792 † 23 avril 1866 - La Thuillerie), nièce des reines Désirée de Suède et de Julie d’Espagne. Par amour pour Mademoiselle Clary, Monsieur de Tascher refuse toutes les belles alliances que Napoléon veut lui faire contracter. Marcelle Clary peut être proposée comme un modèle de fidélité et d'amour conjugal : veuve à vingt-trois ans, elle ne voulut jamais se remarier, et dédaigna tous les avantages qu'elle pouvait trouver à la cour de sa tante la reine de Suède.
Maréchal de camp au royaume d'Espagne en 1813, il repasse au service de la France en janvier 1814, après que son protecteur, et oncle par alliance, a perdu son trône. Le premier Empire touche alors à sa fin. Il est alors réintégré dans l'armée française avec le grade de colonel. Toujours aide de camp de l'ex-roi Joseph, devenu maréchal de camp de l’Empire en 1814 et aux Cent-Jours, il le suit dans la fuite de la cour à Blois.
La première Restauration, dans un esprit d'amnistie, conserve dans les rangs de l'armée les soldats de Valmy et d'Austerlitz pour ne pas se les aliéner : il est promu maréchal de camp le 25 novembre 1814 avec effet rétroactif au 17 février 1814 et est créé chevalier de Saint-Louis.

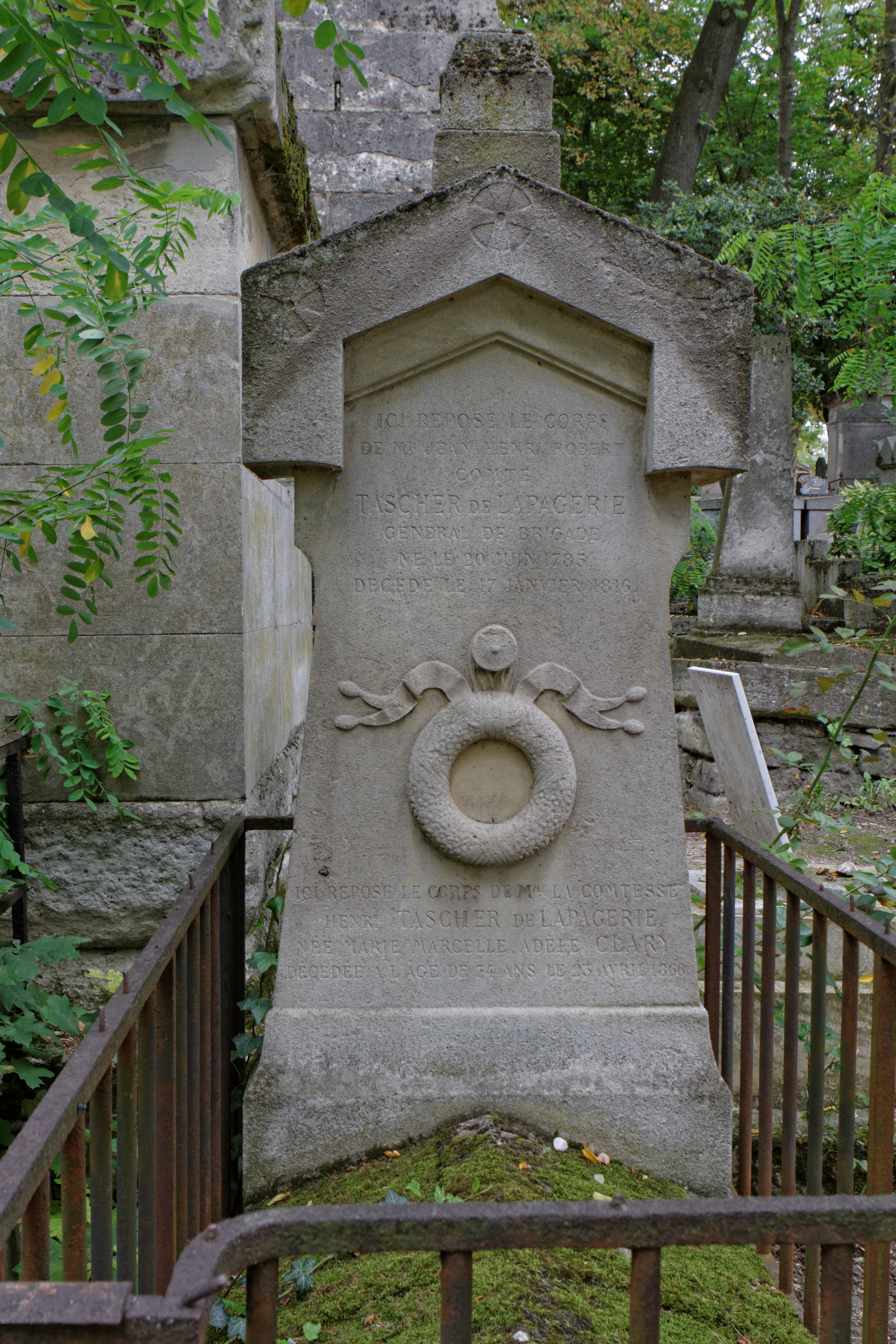
Tombe au cimetière du Père-Lachaise.

Le général Tascher de la Pagerie meurt le 17 janvier 1816 à Paris et est inhumé dans la 24e division du cimetière du Père-Lachaise. Son épouse le rejoint en 1866.

### État de service
- Chasseur à cheval avec rang de brigadier-maréchal des logis (11 avril 1803) ;
- Sous-lieutenant (29 août 1803) ;
- Lieutenant (9 mars 1806) ;
- Passe au service du royaume de Naples (1806) ;
- Chef d'escadron au service du royaume de Naples (12 février 1807) ;
- Compañía de Chevau-legers voluntarios de Nápoles (19 mars au 4 novembre 1807).
- Colonel au service du royaume de Naples (8 avril 1808) ;
- Suit le roi Joseph en Espagne (1808) ;
- Colonel du 1er régiment Provisional de Cazadores a Caballo (1808- 1809)
- Maréchal de camp au service du royaume d'Espagne (22 février 1813) ;
- Repassé au service de la France avec le grade de colonel (23 janvier 1814) ;
- Aide de camp du roi Joseph (février 1814 - 5 juillet 1815) ;
- Maréchal de camp (25 novembre 1814 avec effet rétroactif au 17 février 1814).

### Titres
- Comte Tascher de La Pagerie et de l'Empire, accordé par décret du 15 août 1809 et lettres patentes signées à Fontainebleau le 6 octobre 1810[2] ;

### Distinctions
| Chevalier de l'ordre royal d'Espagne | Chevalier de l'ordre royal et militaire de Saint-Louis |

- Chevalier de l'ordre royal d'Espagne (25 décembre 1809) ;
- Chevalier de Saint-Louis.

### Armoiries
| Image | Blasonnement |
| ----- | --- |
|       | Armes du comte Tascher de La Pagerie et de l'Empire D'argent à trois fasces d'azur, chargées chacune de deux sautoirs du champ, surmontées de deux ombres de soleil de gueules : franc-quartier des barons [comtes] tirés de l'armée.. - Livrée : les couleurs de l'écu. |

### Ascendance & postérité
Fils de Robert-Marguerite Tascher, baron de La Pagerie (1740 † 1806) et de Jeanne Le Roux de Chapelle (1754 † 1822), il épouse à Paris, le 15 juin 1811, Marcelle Clary (1792 † 23 avril 1866 - La Tuillerie (Yvelines)), fille d'Étienne François Clary, député des Bouches-du-Rhône au Corps législatif (Consulat), dont :
1. Rose Amable Julie Joséphine (25 novembre 1815 † 7 janvier 1907 - La Thuillerie), mariée le 11 mars 1838 avec Louis Alexandre (7 juin 1811 † 30 janvier 1897 - La Tuillerie (Yvelines), baron de Montbrun, Préfet du palais de Napoléon III, Officier de la Légion d'honneur, dont postérité.